# Einwohnerentwicklung von Bautzen
Dieser Artikel beschreibt die Einwohnerentwicklung der Stadt Bautzen. Außerdem gibt er Informationen zur aktuellen Demografie und zur Bevölkerung nach Stadtteilen.

## Stadt- und Einwohnerentwicklung von Bautzen
Entwicklung der Einwohnerzahl (ab 1834, jeweils zum 31. Dezember):
| vor 1850 - 1400 – 5.400 - 1815 – 7.697 - 1834 – 9.575 - 1849 – 10.518 | 1850 bis 1945 - 1868 – 12.623 - 1875 – 14.709 - 1880 – 17.509 - 1885 – 19.098 - 1890 – 21.516 - 1933 – 41.951 - 1939 – 41.885 | 1945 bis 1989 - 1946 – 38.524 1) - 1950 – 41.592 2) - 1960 – 41.613 - 1981 – 49.341 - 1984 – 51.208 - 1988 – 52.394 | 1990 bis 2023 - 1991 – 47.131 - 1992 – 46.247 - 1993 – 45.351 - 1994 – 45.887 - 1995 – 44.763 - 1997 – 42.884 - 1998 – 44.748 - 1999 – 44.033 - 2000 – 43.353 - 2001 – 42.688 - 2002 – 42.333 - 2003 – 42.160 - 2004 – 42.112 - 2005 – 42.150 - 2006 – 41.766 - 2008 – 41.161 - 2009 – 40.798 - 2010 – 40.573 - 2011 – 40.532 - 2011 – 40.140 nach Zensus 2011 - 2012 – 39.743 - 2014 – 39.879 - 2015 – 40.501 - 2016 – 40.450 - 2017 – 39.429 - 2018 – 39.087 - 2019 – 38.977 - 2020 – 38.006 - 2021 - 38.360 - 2022 - 38.682 - 2023 - 38.039 |

1) 29. Oktober
2) 31. August

### Vor 1400
Als Bautzen im Jahr 1002 als erster Ort der Oberlausitz namentlich als Budusin civitas in der Geschichtsschreibung auftaucht, ist es bereits ein überregional bedeutender Ort. Die genauen Siedlungsanfänge liegen aufgrund mangelhafter Quellen teilweise im Dunkeln. Vieles deutet darauf hin, dass Bautzen bereits zu Beginn des 10. Jahrhunderts Hauptort der slawischen Milzener war. Als Stammesvorort war seine Eroberung gleichbedeutend mit der Eroberung des ganzen Volkes. Die Beschreibung Bautzens in der Chronik des Bischofs Thietmar von Merseburg u. a. als civitas und urbs ist beachtenswert, denn Metropolen westlich von Saale und Elbe wie Trier, Koblenz, Worms und Magdeburg werden genauso bezeichnet. Dies bedeutet zwar keinesfalls zwangsläufig eine Gleichrangigkeit dieser Orte, lässt aber den Schluss zu, dass neben der bedeutenden, stark befestigten Burg ein einflussreicher Siedlungsmittelpunkt mit Wirtschaftsgut bestand (vermutlich auch ein slawischer Fürstensitz). Die genaue Einwohnerzahl ist spekulativ, allerdings war Bautzen der mit Abstand größte Ort der Region. Im 11. und 12. Jahrhundert kann Bautzen seine überragende wirtschaftliche und verwaltungsseitige Führungsposition in der Oberlausitz noch weiter ausbauen. In dieser Zeit erlangt Bautzen eine später nie wieder erreichte Bedeutung. Es ist nicht nur eine der wichtigsten Städte zwischen Saale und Oder, sondern besitzt eine gewisse Bedeutung im gesamten mitteleuropäischen Raum. In der Ebstorfer Weltkarte aus der Mitte des 13. Jahrhunderts sind neben Bautzen nur besonders bedeutende Orte dieser Zeit wie Prag, Halle (Saale), Wien, Nürnberg, Erfurt, Magdeburg und Meißen verzeichnet. Für das Jahr 1300 wird die Einwohnerzahl der Stadt auf 5000 geschätzt.

### 1400–1850
Während die Zeit vor 1400 für die Stadtentwicklung Bautzens äußerst positiv war, stagniert zumindest die Einwohnerentwicklung zwischen 1400 und 1850. Im 14. und 15. Jahrhundert ist Bautzen weiterhin eine bedeutende Stadt, andere Städte entwickeln sich aber weitaus dynamischer. Selbst in der Oberlausitz kann Bautzen seine alleinige Führungsposition nicht behaupten. Bereits in der ersten Hälfte des 14. Jahrhunderts kann Görlitz die Einwohnerzahl von Bautzen überflügeln. Trotzdem bleibt Bautzen aufgrund seiner Verwaltungstradition und alter Rechte ein Führungsort der Region, Görlitz stellt sich aber aufgrund seiner Wirtschaftskraft seit dem 15. Jahrhundert gleichrangig neben Bautzen. Im 16. Jahrhundert erleidet die gesamte Oberlausitz einen massiven Bedeutungsverlust, während Bautzen und Görlitz stagnieren, steigt die Bevölkerungszahl in Dresden enorm an und überholt etwa 1550 die Einwohnerzahl Bautzens. Zwischen 1400 und 1800 steigt die Einwohnerzahl Bautzens (mit nur kurzen Schwankungen nach Katastrophenereignissen) nur von etwa 5500 auf etwa 7500.

### 1850–1945
Das Zeitalter der Industrialisierung führt erneut zu einer Bedeutungsdifferenzierung der Städte. Bautzen ist auch in dieser Phase nicht unbedingt zu den Gewinnern zu zählen, allerdings gehört es keineswegs zu den stagnierenden Städten, die in dieser Zeit völlig an Bedeutung verlieren. Die Industrialisierung in Bautzen setzt im Vergleich zu anderen Städten relativ spät ein. Während z. B. Görlitz um 1815 nur etwa 1.000 Einwohner mehr besitzt als Bautzen (8700 zu 7700) ist das Verhältnis 1880 schon fast 3:1 (50.300 zu 17.500) – allerdings gehört Görlitz in dieser Phase auch zu den Städten, die besonders stark wachsen. Dafür ist das Bevölkerungswachstum Bautzens in der Phase zwischen 1880 und 1933 deutlich überdurchschnittlich. Die Stadt gewinnt vermehrt Bedeutung als Wirtschafts- und Militärstandort. Bis 1933 wächst die Einwohnerzahl Bautzens auf etwa 42.000 Einwohner. Während des Zweiten Weltkrieges bleibt die Einwohnerzahl nahezu konstant.

### 1945–1989
Aufgrund der Kriegszerstörungen bei der Schlacht um Bautzen wächst Bautzen trotz Flüchtlingsströmen aus den deutschen Ostgebieten in den ersten Nachkriegsjahren kaum. In der DDR beginnt für Bautzen eine neue Phase. Während sehr viele sächsische Städte schon seit den 1970er Jahren kontinuierlich an Einwohnern verlieren (z. B. Meißen, Görlitz) kann Bautzen insbesondere im Zusammenhang mit der Errichtung des Plattenbaugebietes Gesundbrunnen bis 1988 deutliche Bevölkerungsgewinne verzeichnen. Die Stadtbevölkerung erreicht mit fast 53.000 Bewohnern ihren historischen Höchststand.

### Nach 1990
Nach der Wende 1989 verlor die Stadt sehr viele Einwohner durch Abwanderung. Bis zum Jahr 2005 sank die Bevölkerung um etwa 10.000 Einwohner auf reichlich 42.000. Aufgrund der hohen Zuwanderung zu Ende der DDR-Zeit gehörte die Bevölkerung der Stadt zu den jüngsten in Sachsen. Dies hatte zwei Folgen. Zum einen wurden in Bautzen im ostdeutschen Maßstab auch weiterhin relativ viele Kinder geboren. Während drei Fünftel des Bevölkerungsrückganges in Sachsen zwischen 1990 und 2005 auf den Sterbeüberschuss zurückgehen und nur ein Drittel auf die Abwanderung (Sachsen hat eine überalterte Bevölkerung und es werden weniger Kinder geboren als alte Menschen sterben), lag in Bautzen die Bedeutung der Abwanderung (sowohl in die alten Bundesländer als auch infolge der Suburbanisierung in nahe ländliche Gemeinden) bei über 75 %. Des Weiteren wanderten aber aufgrund der besonderen Mobilität junger Leute auch überdurchschnittlich viele Menschen ab. Der Altersdurchschnitt Bautzens liegt heute (2005) nur noch leicht unter dem Sachsens. Um das Jahr 2000 zeigte Bautzen Tendenzen einer (vorübergehenden) Stabilisierung des Bevölkerungsrückganges. Als Hauptursache wurde die vergleichsweise gute wirtschaftliche Entwicklung angegeben. Obwohl Bautzen nicht die größte Stadt Ostsachsens ist, hat es absolut die meisten Arbeitsplätze. Bei einem sächsischen Städtevergleich für das Jahr 2004, der Daten wie Steuereinnahmekraft und Beschäftigte am Arbeitsort je 1000 Einwohner zusammenfasste, belegte Bautzen den ersten Platz noch vor Dresden. 2004 war die Bevölkerung erstmals seit 1989 nicht mehr gesunken, was die Lokalpresse als das „Wunder von Bautzen“ bezeichnete. 2005 blieb die Bevölkerungszahl erneut konstant. Die damit verbundene Hoffnung auf eine Stabilisierung der Bevölkerungszahlen bestätigte sich in den Folgejahren allerdings nicht, denn seit 2006 ging die Bevölkerungszahl jedes Jahr wieder recht deutlich zurück und sank 2012 sogar erstmals seit dem Zweiten Weltkrieg unter 40.000.
Im Zuge der Flüchtlingskrise ab 2015 und der Einrichtung mehrerer Asylbewerberheime im Stadtgebiet stieg die Einwohnerzahl nach drei Jahren wieder leicht auf über 40.000.

### Prognosen
Prognosen rechnen nach einer zwischenzeitlichen Stabilisierung spätestens ab 2020 (wie fast überall in Ostdeutschland) mit einem erneut verstärkten Bevölkerungsrückgang, da dann die geburtenschwachen Nachwendejahrgänge ins Familiengründungsalter kommen. Allerdings sind diese Prognosen oft nach einheitlichen Verfahren erstellt und berücksichtigen die Unterschiede zwischen den einzelnen Städten teilweise nur ungenügend. So gestaltete sich die Bevölkerungsentwicklung von Bautzen in den 2000er Jahren deutlich günstiger als in den Prognosen, während z. B. Hoyerswerda sich deutlich schlechter entwickelte. Mit Sicherheit kann man aber sagen, dass in Bautzen auch weiterhin die Geburtenrate geringer sein wird als die Sterberate. Sollten sich allerdings die Wanderungsgewinne der letzten Jahre auch weiterhin bestätigen, ist es durchaus möglich, dass die Bevölkerung Bautzens kurzfristig konstant bleibt und mittelfristig nur moderat schrumpft.

### Bevölkerungsgruppen
Bautzen ist schon historisch besonders von zwei Bevölkerungsgruppen geprägt, den Sorben und den Deutschen. Die Sorben sind Nachfahren der slawischen Stadtgründer vom Stamm der Milzener. Seit dem 11. Jahrhundert wanderten zunehmend auch deutschsprachige Siedler vor allem aus Franken und Hessen ein. Über den Anteil der einzelnen Bevölkerungsgruppen in historischer Zeit ist wenig bekannt. Für 1400 überliefern Quellen, dass noch ein Drittel der Bevölkerung Sorben gewesen sein sollen. Allerdings ist bei dieser Zahl zu berücksichtigen, dass vielfältige Vermischungs- und Assimilationsprozesse erfolgten. Jedoch weist auch die amtliche Volkszählung von 1875 noch einen sorbischen Bevölkerungsanteil von 18 % aus (2669 von 14.709 Einwohnern). Während in Bautzen selbst also schon relativ zeitig Deutsch(sprachig)e die Mehrheit stellten, ist für das nähere Umland bis in die erste Hälfte des 20. Jahrhunderts eine sorbische Bevölkerungsmehrheit zu verzeichnen. Besonders der Anteil evangelischer Sorben ist jedoch seitdem stark zurückgegangen. Gründe sind sowohl die von der evangelischen Kirche zeitweise mitgetragene Germanisierungspolitik (auch wenn diese in der sächsischen Oberlausitz mit Ausnahme der Zeit des Nationalsozialismus bei weitem nicht so ausgeprägt war wie in anderen Gebieten im Osten Deutschlands), die erneute massive Einwanderung von Deutschen (Vertriebene aus den deutschen Ostgebieten nach 1945), als auch natürlich ablaufende Assimilationsprozesse eines kleinen Volkes. Aktuell wird der sorbische Bevölkerungsanteil in Bautzen zwischen 5 und 10 % angegeben. Der Anteil Deutscher mit sorbischen Vorfahren ist deutlich höher, jedoch haben auch viele Sorben teils deutsche Vorfahren. Die katholischen Sorben weisen aktuell eine leicht höhere Geburtenrate als die Deutschen auf. Deutsche wie Sorben sind deutsche Staatsbürger. In der Zeit der Gegenreformation wanderten auch viele protestantische Tschechen in die Oberlausitz und auch nach Bautzen.
Der Ausländeranteil in Bautzen stieg zwischen 1991 und 2011 unwesentlich von 0,9 % auf 1,7 %, blieb damit aber im Vergleich mit dem Bundesdurchschnitt immer noch sehr niedrig. Den größten Anteil stellten dabei die Vietnamesen (etwa 25 % der Ausländer).
Mit der Flüchtlingssituation ab 2015 erhöhte sich der Anteil an Einwohnern mit ausländischer Staatsbürgerschaft innerhalb kurzer Zeit auf aktuell 4,4 % (31. Dezember 2015).

## Aktuelle demografische Daten

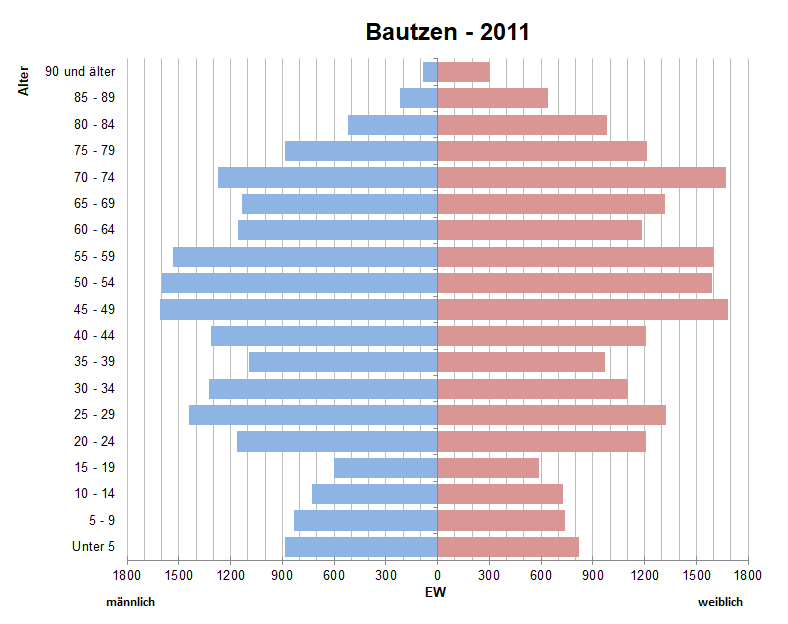
Bevölkerungspyramide für Bautzen (Datenquelle: Zensus 2011)

Zum 31. Dezember 2016 lebten 40.450 Menschen in der Stadt. Der Anteil an älterer Bevölkerung ist in den letzten Jahren typisch für ostdeutsche Städte deutlich angestiegen.
| Alter von–bis      | Einwohner gesamt | Anteil in % |
| ------------------ | ---------------- | ----------- |
| 0–17               | 6.214            | 15,4        |
| 18–29              | 4.478            | 11,1        |
| 30–44              | 7.166            | 17,7        |
| 45–64              | 11.851           | 29,3        |
| 65 und älter       | 10.741           | 26,6        |
|                    |                  |             |
| Insgesamt          | 40.450           | 100         |
|                    |                  |             |
| Durchschnittsalter | >46              |             |

Stand: 31. Dezember 2016

## Einwohnerzahlen nach Stadtteilen

Ein Überblick über die einzelnen Stadtteile und ihre Einwohnerzahlen findet sich im Hauptartikel unter Stadtgliederung.